# Литература Соломоновых Островов
Литература Соломоновых Островов берёт своё начало в 1960-е годы.
Письменная традиция Соломоновых Островов (в отличие от устной традиции) возникла в общем контексте развития литературы коренных народов тихоокеанских островов с конца 1960-х годов в тихоокеанском регионе в целом. Основание Южнотихоокеанского университета в Суве в 1968 году стало стимулом для развития литературы тихоокеанских островов.
Были созданы курсы и творческие мастерские писательского мастерства. Первые писатели Соломоновых Островов 1960—1970-х годов начинали свою творческую деятельность с поэзии; одним из первых в 1970 году со своим «Круизом по мечтам» (англ. Cruising Through the Reverie) стал Джон Саунана (англ. John Saunana). Популярными темами в произведениях литераторов этого времени были политика и ностальгия по идеализированному прошлому.
В 1973 году в университете было основано Южнотихоокеанское общество искусств, которое начало публиковать стихи и короткие рассказы писателей тихоокеанских островов в журнале «Pacific Islands Monthly». В 1974 году общество основало издательство «Mana Publications», которое в 1976 году начало выпускать литературный журнал «Mana». Первые поэтические сборники Соломоновых Островов публиковались в этом журнале.
В 1980-е годы углубилось внимание к форме стихов, это видно на примере написанных Кело Кулагое (англ. Celo Kulagoe) в 1981 году стихотворений «Драконово дерево: ароси, заклинания и песни» (англ. Dragon Tree: Arosi, Incantations and Songs) и «Где упали листья» (англ. Where Leaves Had Fallen). В это же время Джулли Сиполо (англ. Jully Sipolo) в своём стихотворении «Цивилизованная девочка» (англ. Civilized Girl) поднимает тему места женщины в обществе и мире.
Что касается прозы, то среди крупных форм стоит назвать антиколониальный роман Джона Саунаны 1980 года «Альтернатива» (англ. The Alternative); среди авторов рассказов выделяются Джонсон Виллиа (англ. Johnson Villia), Джон Моффат-Фугуи и Джулиан Мака (англ. Julian Maka).
В драматургии можно отметить неопубликованный цикл радиопостановок «Aedo» Соломона Мамалони.
В 1984 году была основана Ассоциация писателей и художников Соломоновых Островов (англ. Solomon Islands Writers' and Artists' Association).
С 1999 года на Соломоновых Островах начал выходить литературный журнал «Роронго» (англ. Rorongo), однако из-за гражданской войны его выпуск вскоре прекратился, возобновившись только в мае 2011 года.